# Sérgio Pessoa (judoka brasileño)
Sérgio Antônio Almeida Pessoa (5 de julio de 1962) es un deportista brasileño que compitió en judo. Ganó una medalla de oro en los Juegos Panamericanos de 1987, y dos medallas de oro en el Campeonato Panamericano de Judo en los años 1986 y 1988.

## Palmarés internacional
| Juegos Panamericanos    | Juegos Panamericanos          | Juegos Panamericanos | Juegos Panamericanos |
| Año                     | Lugar                         | Medalla              | Categoría            |
| ----------------------- | ----------------------------- | -------------------- | -------------------- |
| 1987                    | Indianápolis (Estados Unidos) | Medalla de oro       | –60 kg               |
| Campeonato Panamericano |                               |                      |                      |
| Año                     | Lugar                         | Medalla              | Categoría            |
| 1986                    | Salinas (Puerto Rico)         | Medalla de oro       | –60 kg               |
| 1988                    | Buenos Aires (Argentina)      | Medalla de oro       | –60 kg               |